# 石空镇
石空镇，是中华人民共和国宁夏回族自治区中卫市中宁县下辖的一个乡镇级行政单位。

## 行政区划
石空镇下辖以下地区：
丰安社区、金岸社区、张台村、倪丁村、史营村、黄庄村、关帝村、王营村、童庄村、立新村、枣一村、枣二村、高山寺村、白马湖村和新渠稍村。